# Ida Gotkovsky
Ida Rose Esther Gotkovsky (nascida em 26 de Agosto de 1933) é uma compositora e pianista francesa. Actualmente é professora de teoria musical no Conservatório Nacional Superior de Música e Dança de Paris.

## Biografia
Gotkovsky nasceu a 26 de Agosto de 1933 em Calais, França. O seu pai era o violinista Jacques Gotkovsky, do Quarteto Loewenguth, e a mãe também tocava violino. O irmão Ivar (pianista) e a irmã Nell (violinista) tornaram-se músicos talentosos. Gotkovsky começou a compor aos oito anos de idade. Estudou no Conservatório de Paris e teve como professores Olivier Messiaen e Nadia Boulanger, entre outros.
Ela as suas composições ganharam seis prestigiados prémios de música nomeadamente: o Prix Blumenthal (1958), o Prix Pasdeloup (1959), o Prix de Composição no Concurso Internacional de Divonne les Bains (1961), a Medalha da cidade de Paris (1963), o Grand Prix da cidade de Paris (1966) e o Prémio Lili Boulanger (1967), também ganhou o Golden Rose nos EUA e o Prix da SACEM (Sociedade de Autores, Compositores e Editores de Música franceses) da qual é membro.
A obra de Gotkovsky inclui música de câmara, sinfonias, música instrumental, música vocal, ballet e óperas. Notavelmente, ela contribuiu com muitas peças a solo e de câmara para o saxofone . Seu Concerto para Trombone (1978) foi comparado a Olivier Messiaen e sua Suite para Tuba e Piano (1959) revela influência de Paul Hindemith. Ela também é reconhecida por ter escrito obras importantes para orquestras.
O credo da música de Gotkovsky é: "Criar uma arte musical universal e perceber a unicidade da expressão musical através dos tempos por meio de uma linguagem musical contemporânea com estruturas poderosas".

## Obras seleccionadas
Palco
- Le Rêve de Makar, ópera em oito cenas (1964)
- Rien ne va plus, Ballet (1968)
- Le Cirque, Ballet (1972)
- Le Songe d'un nuit d'hiver, ópera (1989)

Orquestra
- Scherzo (1956)
- Sinfonia para cordas e percussão (Sinfonia para cordas e percussão) (1957)
- Jeu (1957)
- Escapades (1958)
- Jongleries (1959)
- Funambules (1960)
- Symphonie pour vingt-quatre instruments à vent (Sinfonia para vinte e quatro instrumentos de sopro) (1960)
- Concerto para orchester symphonique (1970)
- Música em cor (1970)
- Poème symphonique (1973)
- Symphonie de printemps (Sinfonia da Primavera) para orquestra (1973) ou orquestra de sopro (1988)
- Poème du feu (Poema de Fogo) para orquestra de sopros (1978)
- Danses rituelles para orquestra de sopros (1988) [11]
- Sinfonia brilhante para orquestra de sopros (1988–1989)
- Coral para orquestra ou orquestra de sopros (1989)
- Couleurs en musique para orquestra ou orquestra de sopro (1992)
- Fanfarra para orquestra de sopros (1992)
- Or et lumière (Ouro e Luz) para orquestra (1992) ou orquestra de sopro (1993)
- Symphonie à la jeunesse (Orquestra Sinfônica da Juventude) para orquestra ou orquestra de sopros (1993)

Concertos
- Concerto para trompete (1960)
- Concerto nº 1 para trompete e orquestra (1962)
- Concerto para saxofone e orquestra (1966)
- Concerto para clarinete e orquestra (1968) ou clarinete e orquestra de sopro (1997)
- Concerto para 2 violinos e orquestra (1971)
- Variações concertantes para fagote e orquestra (1972-1973)
- Concerto nº 2 para trompete e orquestra (1973)
- Concerto para piano e orquestra (1975)
- Concerto para violoncelo e orquestra (1977-1980)
- Concerto para trombone e orquestra de sopros (1978)
- Concerto para saxofone e grande orquestra (1980)
- Concerto lírico para clarinete e orquestra (1982) ou clarinete e orquestra de sopro (1994)
- Sinfonia para orquestra de órgão e sopro (1982)
- Variações pathétiques para saxofone e orquestra (1983)
- Concerto para trompa e orquestra (1984)

Música de câmara
- Trio d'anches (Trio para instrumentos de palheta ) (1954)
- Quarteto de cordas (1955)
- Danse russe para violino e piano (1957)
- Suite pour dix instrumentos (Conjunto para dez instrumentos) (1959)
- Caractères para violino e piano (1970)
- Éolienne para flauta (ou saxofone ou clarinete) e harpa (ou piano) (1970)
- Mélodie para flauta e piano (1970–1985)
- Barcarolle para oboé e piano (1970–1985)
- Chanson para clarinete e piano (1970–1985)
- Allegro giocoso para fagote e piano (1970–1985)
- Ritournelle para trompete e piano (1970–1985)
- Romance para trombone e piano (1970–1985)
- Baladins para tuba e piano (1970–1985)
- Mentiu para trombone baixo e piano (1970–1985)
- Vigilância para saxofone alto e piano (1974)
- Sonata para violino e piano (1976)
- Images de Norvège (Imagens da Noruega) para clarinete e piano (1977)
- Capricho para violino e piano (1981)
- Chamada lyrique (Encantations Lyriques ?) Para viola e piano (1983)
- Variações pathétiques para saxofone alto e piano (ou orquestra) (1983)
- Quatuor de saxofones para quatro saxofones (1983)
- Sonata para clarinete solo (1984)
- Trio para violino, clarinete e piano (1984)
- Trio lyrique para violino, saxofone alto e piano (1984)
- Invenções para saxofone e piano de barítono (1988)
- Quinteto de Metais (1993)
- Quatuor de clarinettes para quatro clarinetes (1998)

Teclado
- Variação para piano (1956)
- Dasvidania para acordeão (1962)
- Prélude para piano (1970)

Vocal
- Mélodies (1956)

Coral
- Chœur pour voix mixtes (coro para vozes mistas) (1954)
- Hommage a Baudelaire (1982)
- Chant de la forêt para coro e orquestra de sopros (1989)
- Le Songe d'un nuit d'hiver para coro e orquestra de sopros (1989)
- Oratorio Olympique para Coro e orquestra de sopros (1991)
- Homenagem a Jean de la Fontaine para coro infantil, coro misto e orquestra (1995)